# Hama
Hama (arab. ‏حماة‎, hebr. ‏חֲמָת‎) – miasto w zachodniej Syrii, w oazie nad Orontesem, ośrodek administracyjny muhafazy Hama, czwarte pod względem wielkości miasto kraju.
Miasto słynie z norii, 17 starożytnych kół nawadniających, wybudowanych przy użyciu drewna, bez zastosowania gwoździ. Najstarsze norie w Hamie powstały nawet w 1100 r. p.n.e. Są jedną z głównych atrakcji turystycznych miasta, słyną z wydawania charakterystycznych dźwięków podczas kręcenia się i czerpania wody z koryta Orontesu.

## Historia
Tereny wokół Hamy były zamieszkiwane już w neolicie.
Hama jest kilkakrotnie wspominana w Biblii jako hebr. ‏חֲמָת‎. Miasto to było stolicą lokalnego królestwa aramejskiego w Syrii we wczesnym okresie dziejów starożytnego Izraela. Znajdowało się na północny wschód od granic Ziemi Obiecanej – terenów, które miał podbić Jozue. Nawiązało kontakty dyplomatyczne z królem Dawidem. Za panowania izraelskiego króla Salomona wybudowano w tym regionie miasta-spichlerze. Władca Hamat imieniem Irhuleni brał udział w bitwie pod Karkar w 853 p.n.e.
W ciągu swej historii była zajmowana przez Asyryjczyków, Babilończyków, Persów, Macedończyków (wówczas miasto otrzymało nazwę Epifania nadaną przez Antiocha IV Epifanesa), Rzymian, Bizancjum, Arabów, krzyżowców, Turków i Francuzów, by wreszcie w XX wieku stać się częścią niepodległej Syrii.

### Współczesność
W latach 1979–1982 Hama była jednym z najważniejszych ośrodków powstania islamistów i miejscem ostatniego starcia między radykalną sunnicką rebelią (Walcząca Awangarda i oddziały Braci Muzułmańskich) a wojskami rządowymi. W czasie tłumienia powstania wojsko zburzyło zabytkowe dzielnice miasta, a w czasie gwałtownego szturmu zginęło od 3 do nawet 25 tysięcy islamistów jak i cywilów.
W roku 2012, Hama ponownie stała się miejscem walk między rebeliantami a siłami rządowymi. W ich wyniku życie straciło ponad 200 osób w niewielkiej miejscowości Tremseh, w muhafazie Hama. W walkach tych wojska rządowe użyły czołgów oraz helikoptery bojowe.

## Galeria

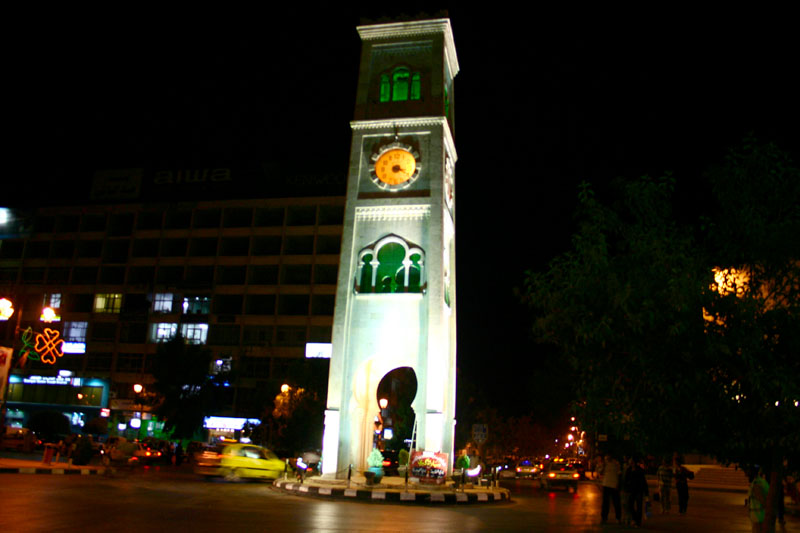
Wieża zegarowa w Hamie
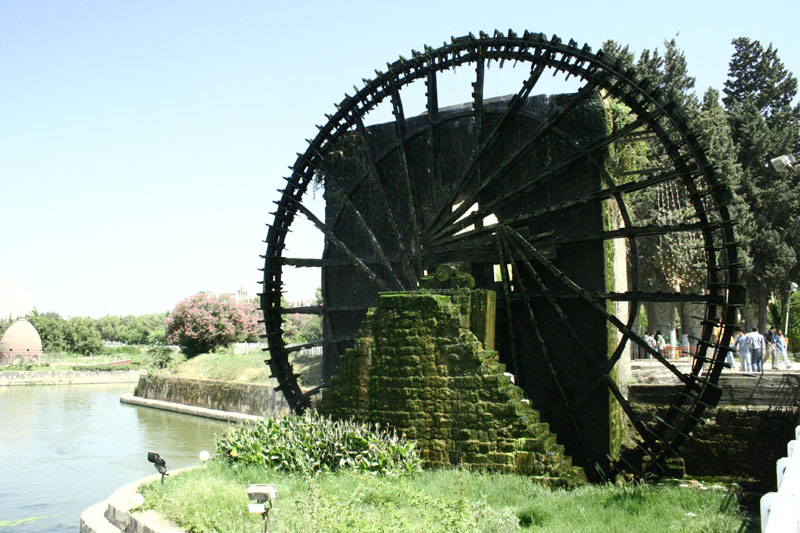
Noria w Hamie
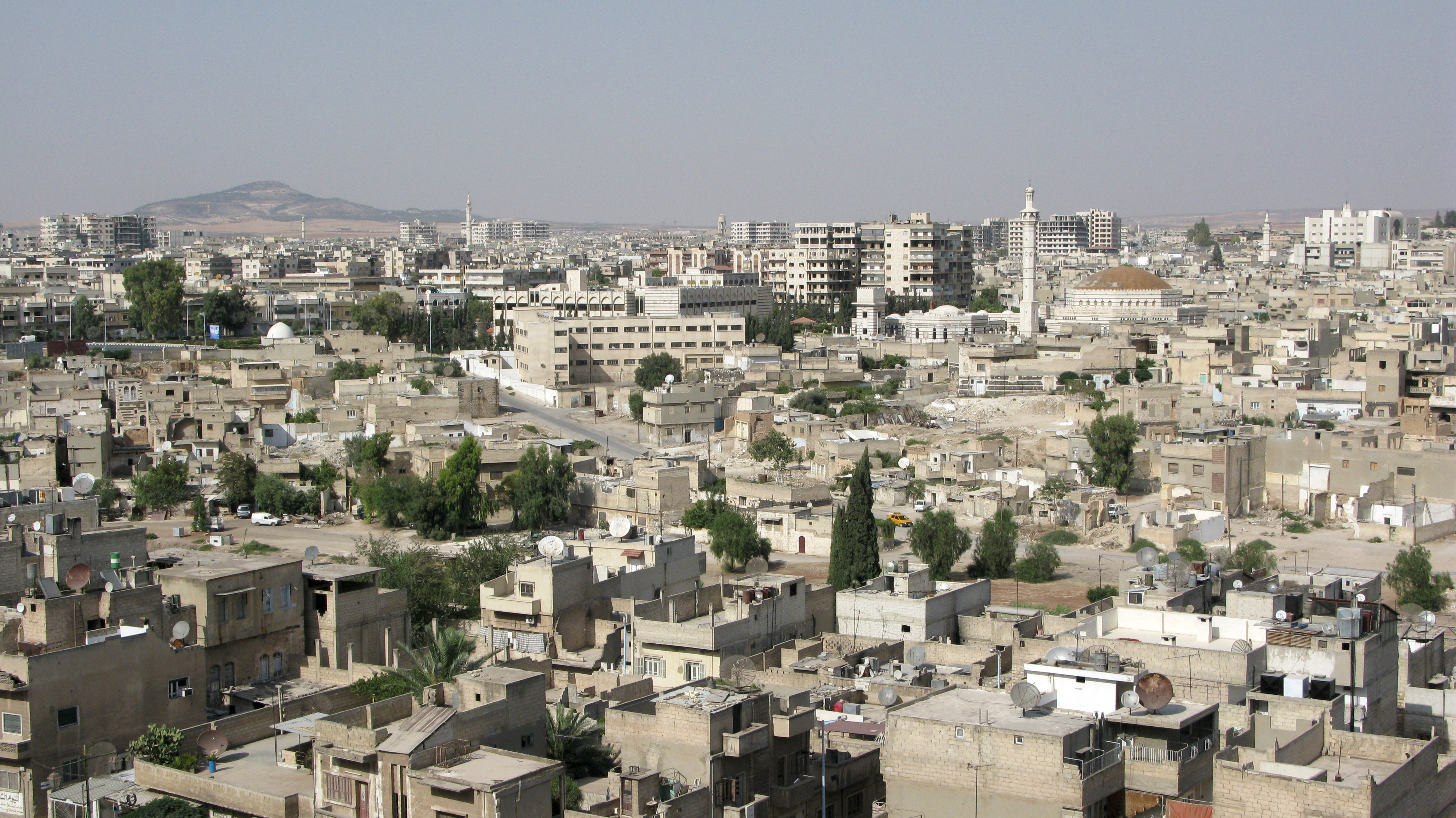
Panorama na miasto
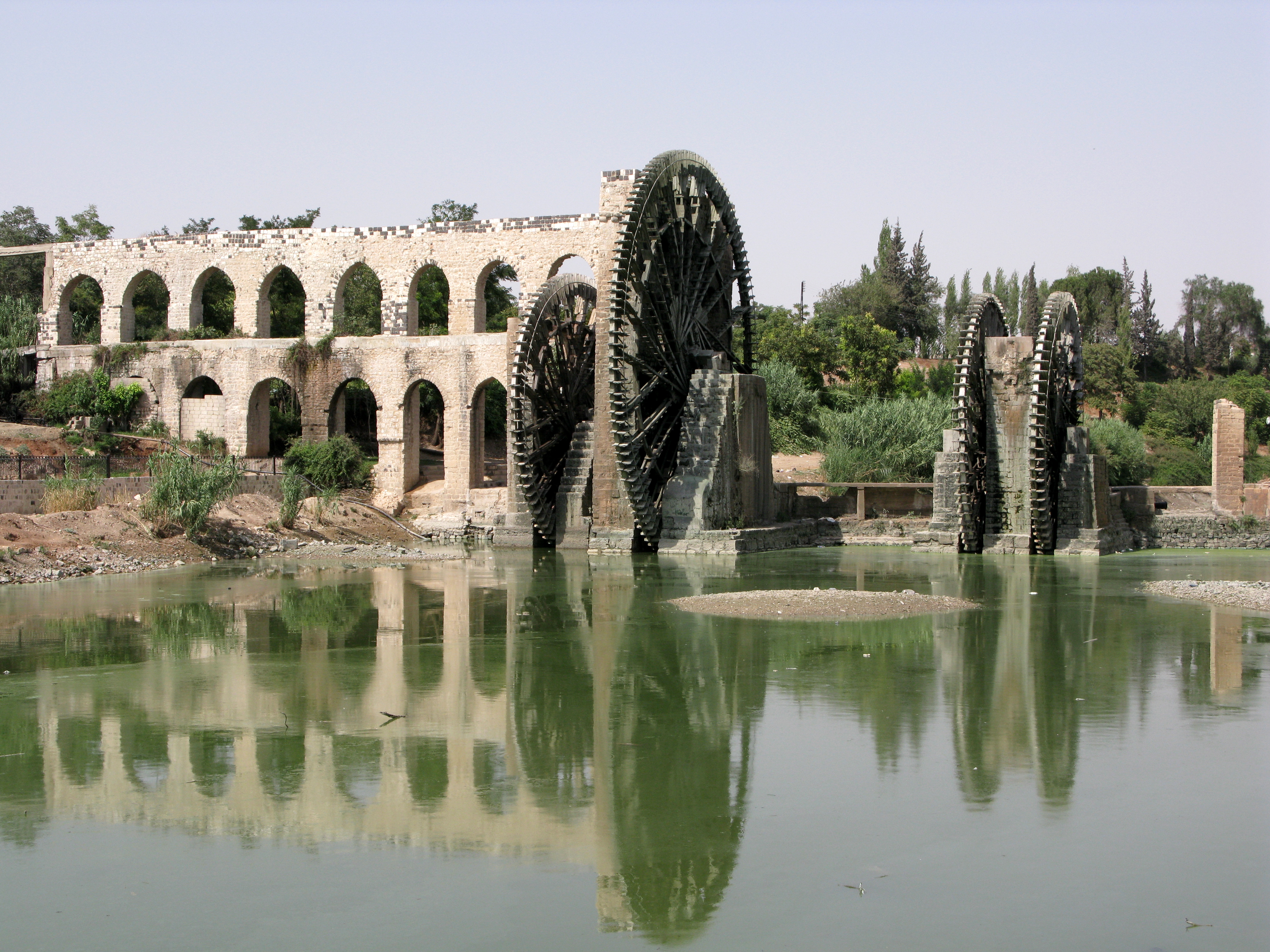
Starożytne norie nad Orontesem
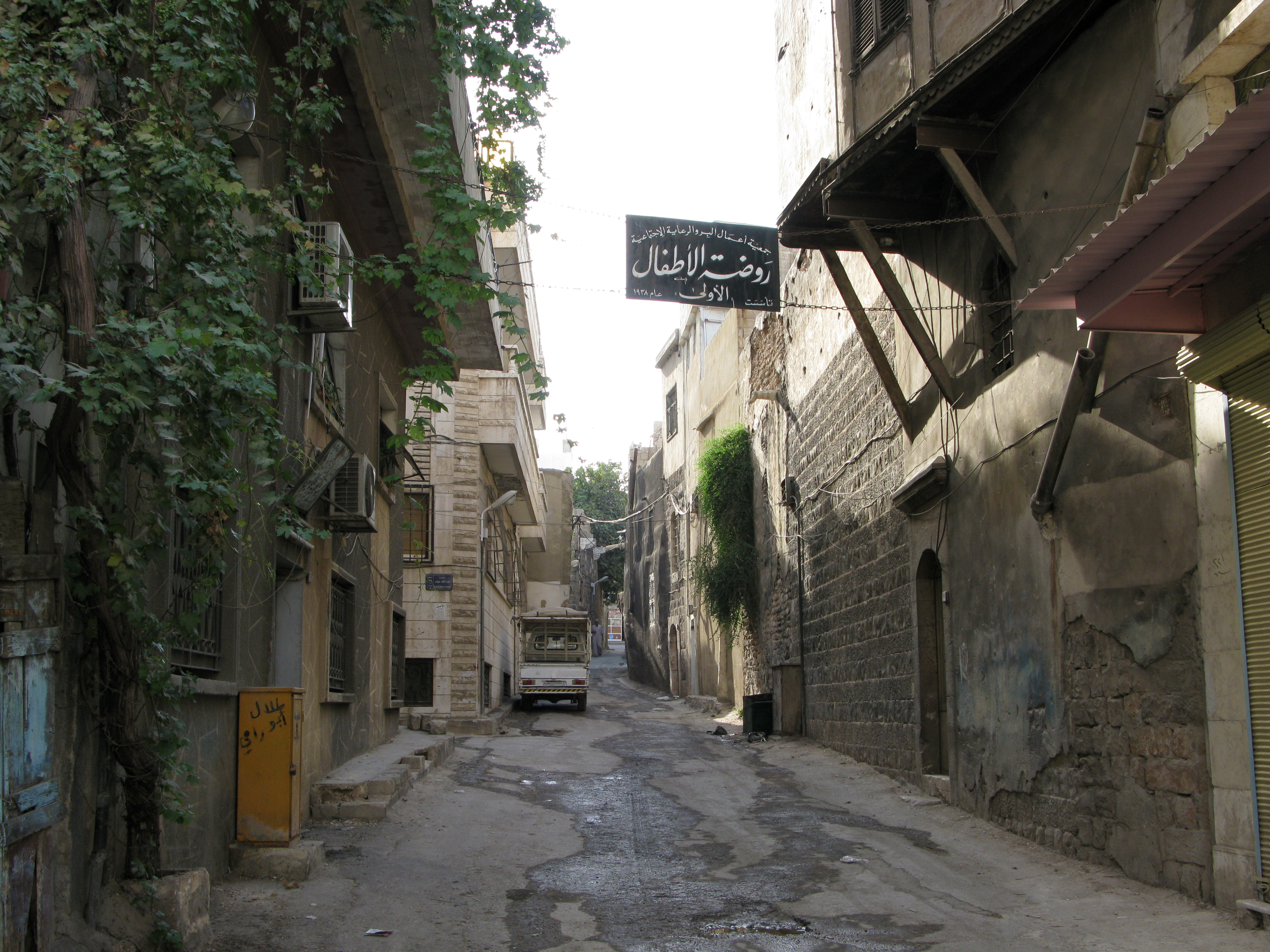
Uliczka starego miasta
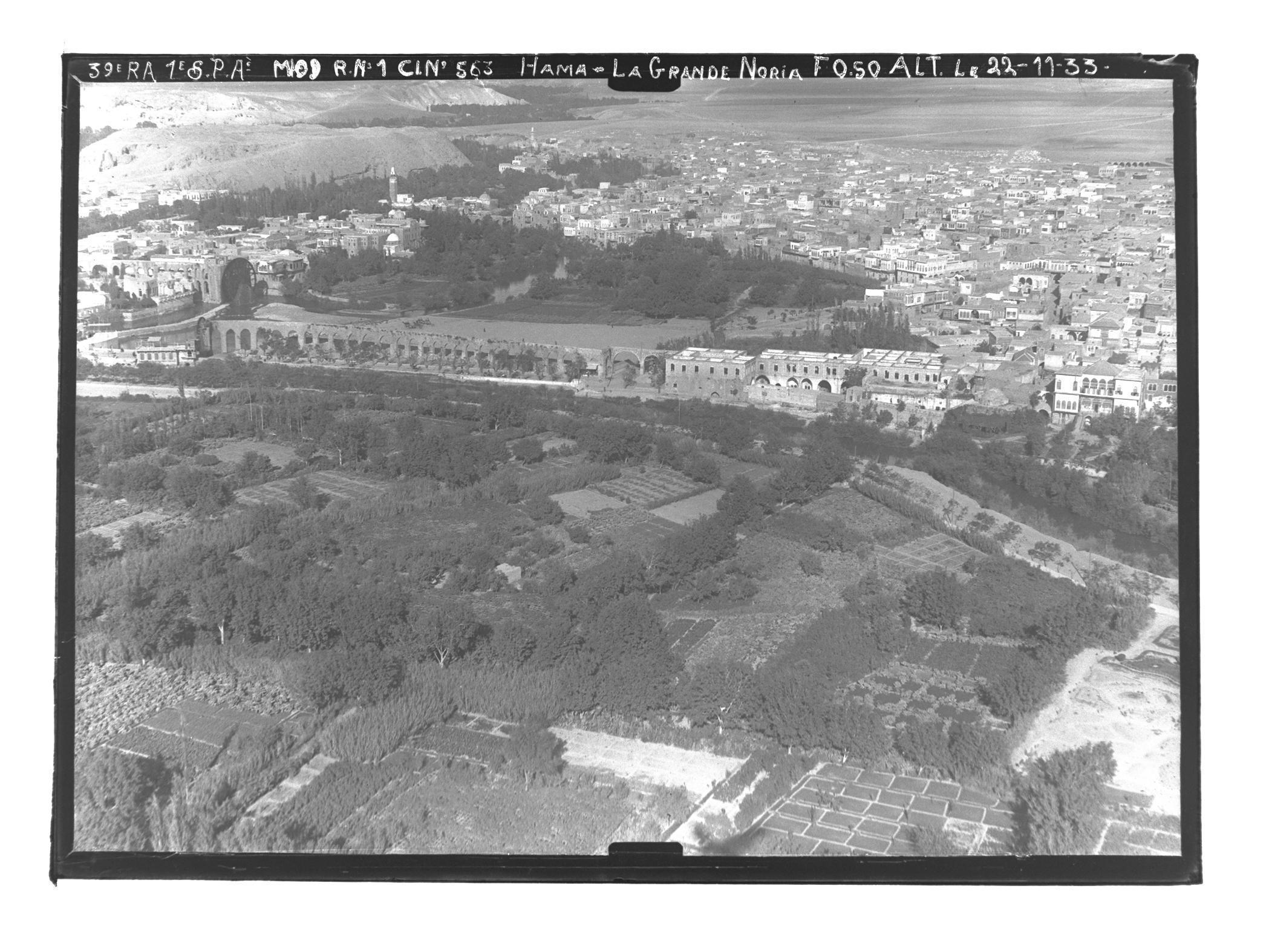
Widok na miasto 22 listopada 1933 roku
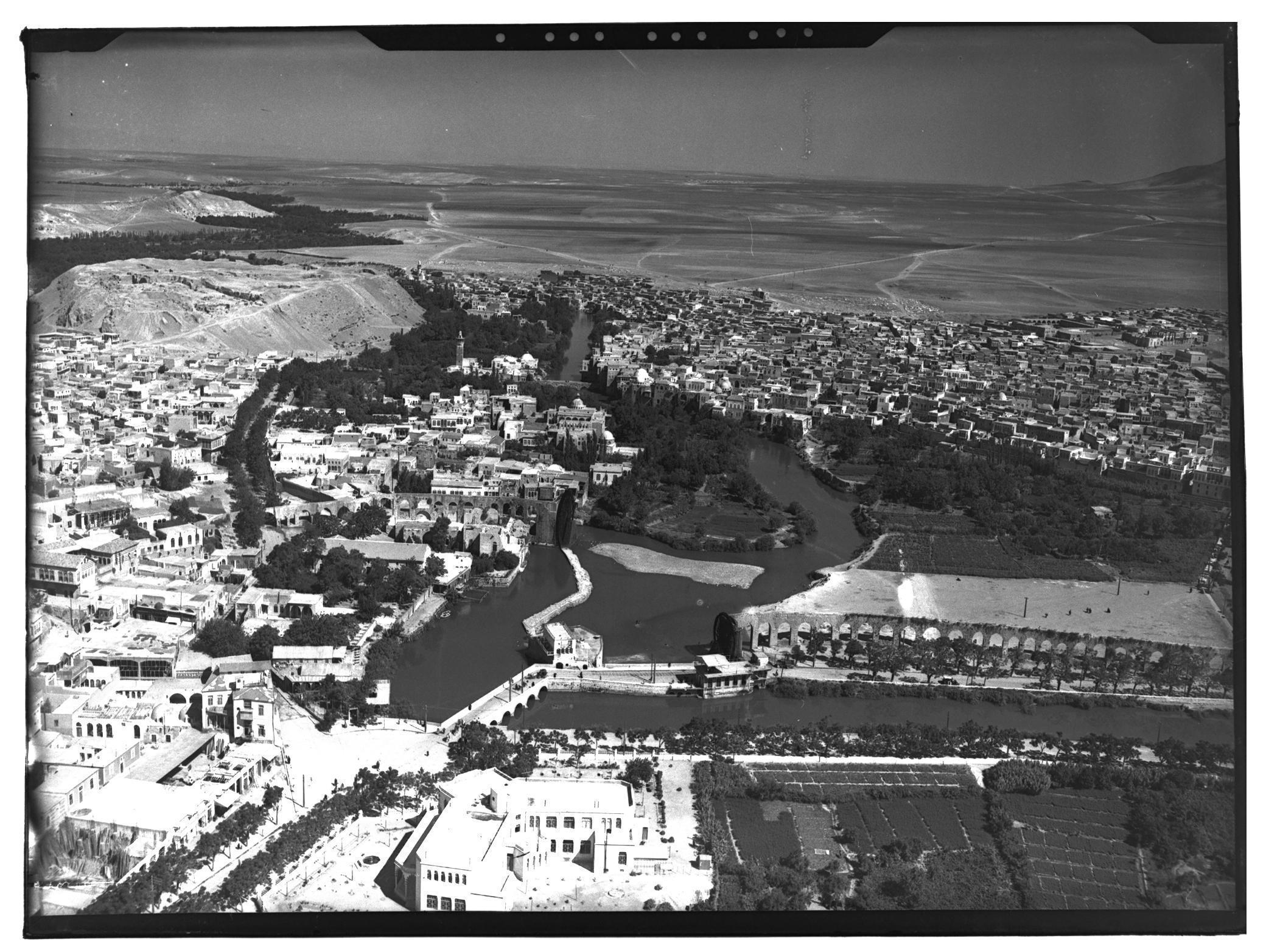
Hama w 1930 roku
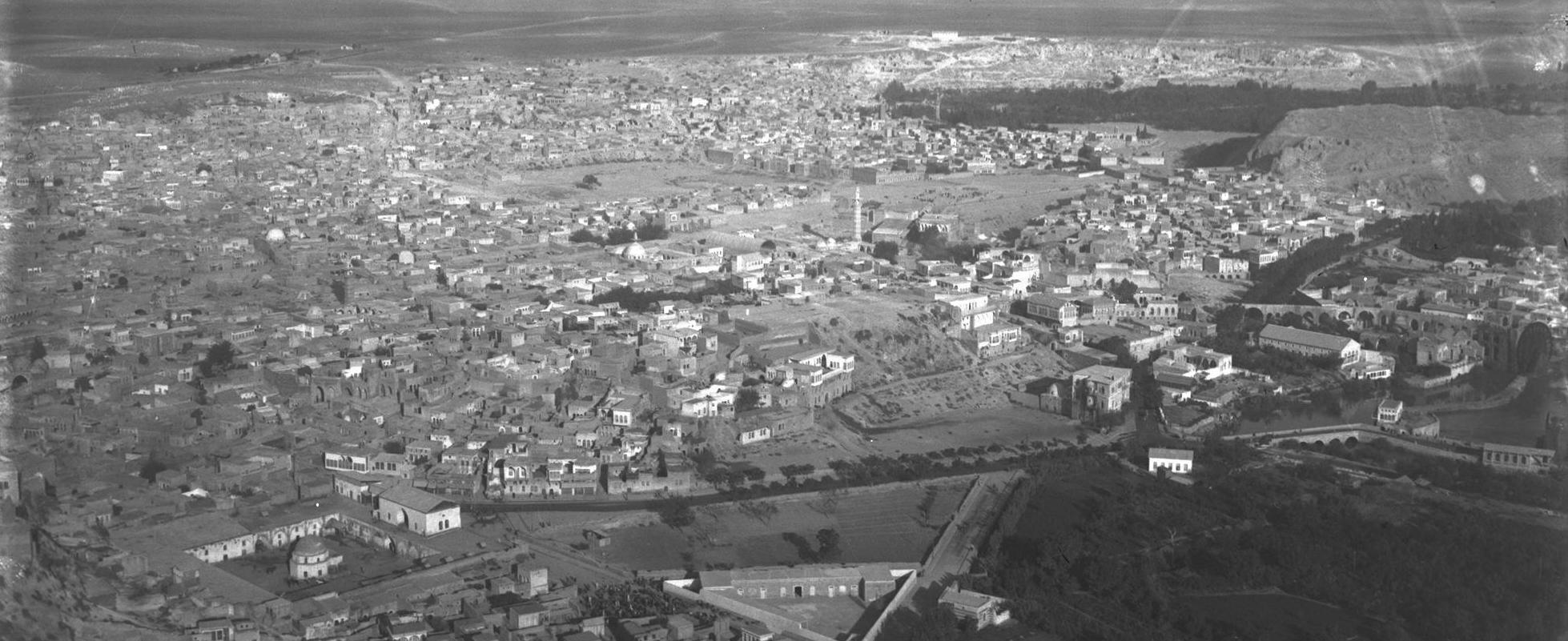
Hama 5 września 1927 roku
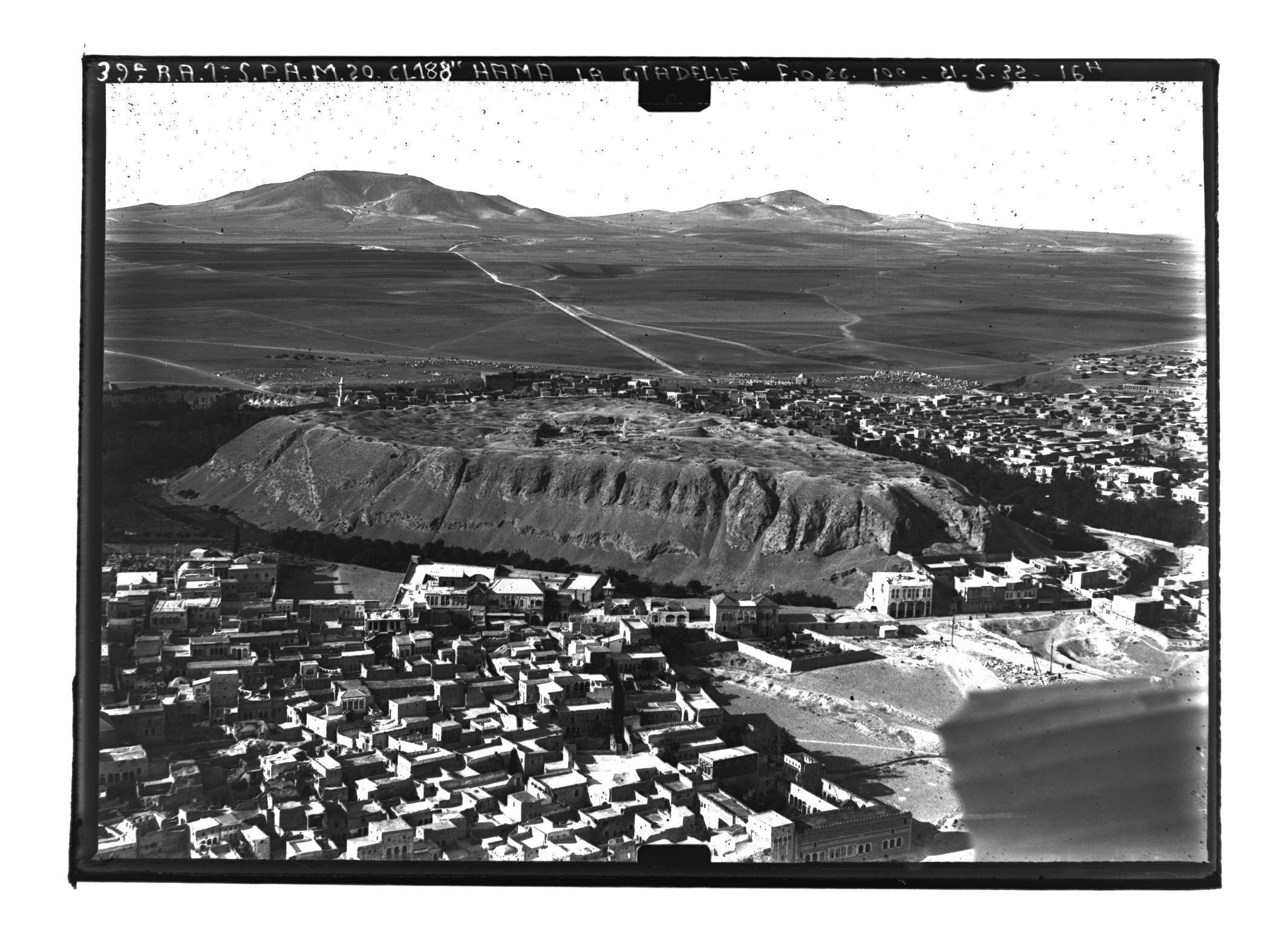
Hama 21 maja 1932 roku
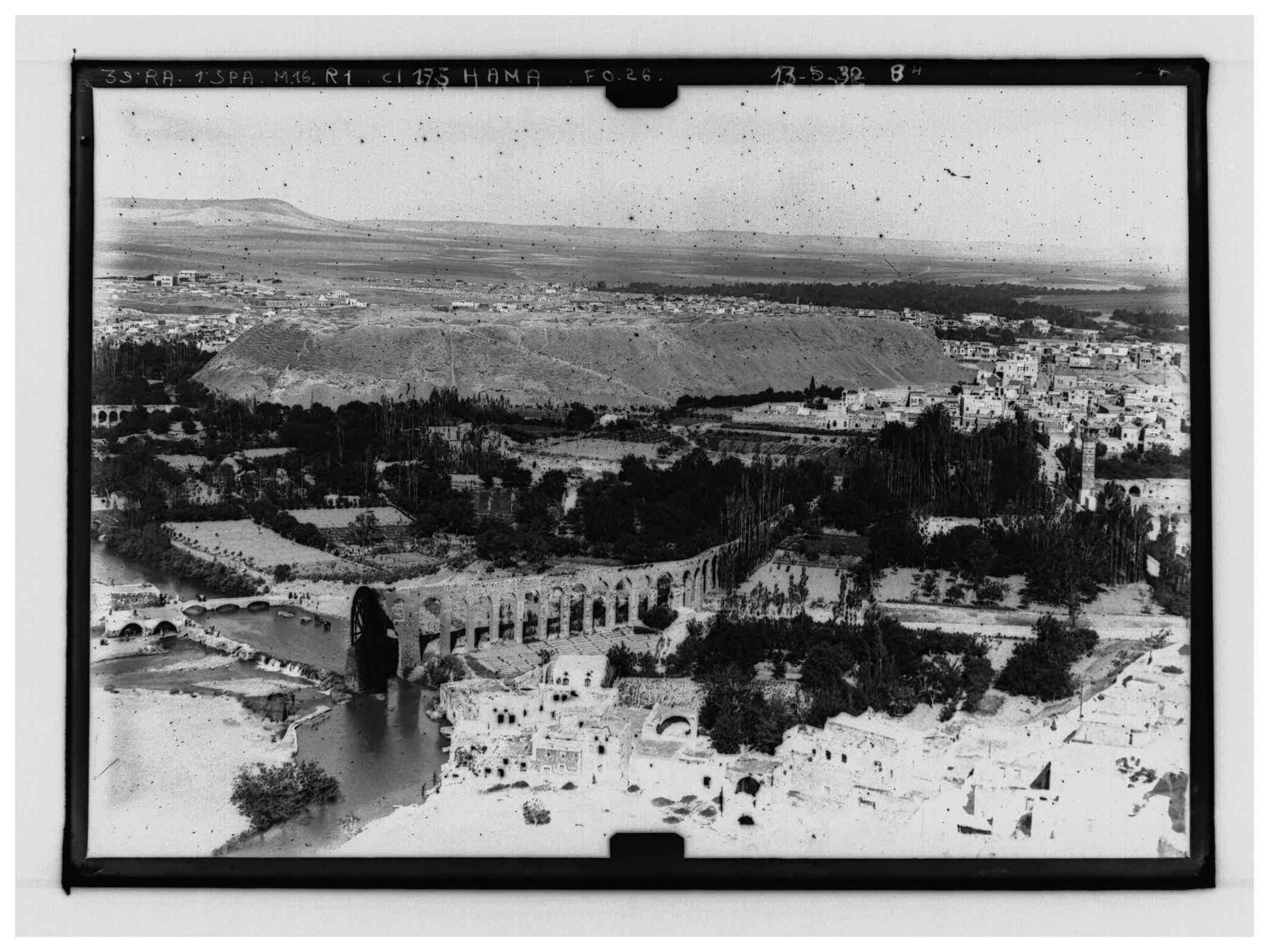
Hama 13 maja 1932 roku
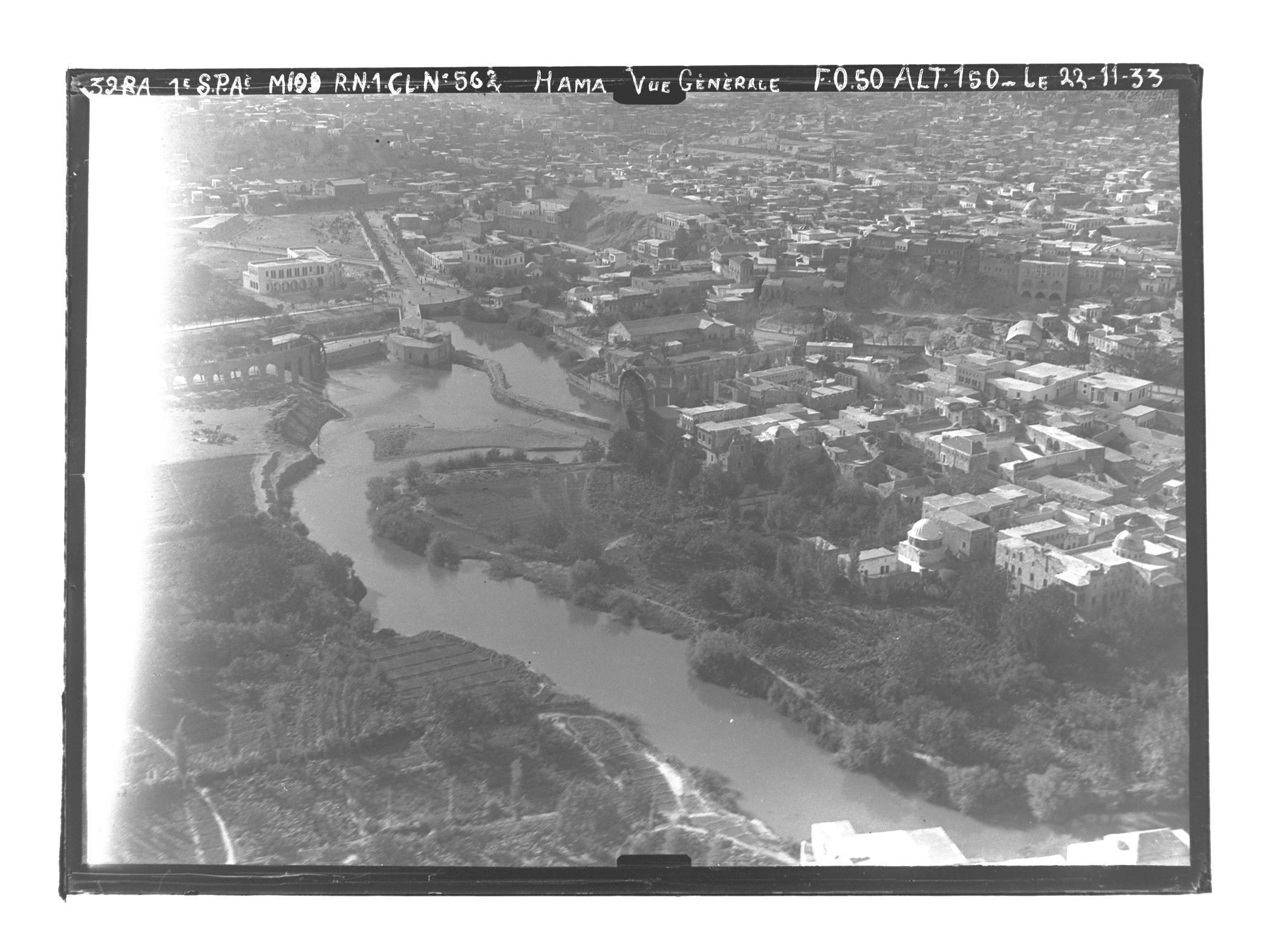
22 listopada 1933 roku